# Spilobotys leonina
Spilobotys leonina är en fjärilsart som beskrevs av Butler 1879. Spilobotys leonina ingår i släktet Spilobotys och familjen nattflyn. Inga underarter finns listade i Catalogue of Life.